# Ameerah Haq
Ameerah Haq es una tecnócrata de bangladesí que trabajó como secretaria general adjunta de las Naciones Unidas para el Departamento de Apoyo a las Actividades sobre el Terreno, el funcionario de más alto rango de Bangladés en las Naciones Unidas, desde abril de 2012 hasta su renuncia en julio de 2014. Posteriormente, el secretario general de la ONU Ban Ki-moon la nombró copresidenta del Panel Independiente de Alto Nivel sobre Operaciones de Paz. Haq también trabajó como representante especial del Secretario General para Timor-Leste y como jefa de la Misión Integrada de las Naciones Unidas en Timor Oriental (UNMIT). Haq se unió a la ONU en 1976.
En 2015, Haq fue nombrada miembro de la junta directiva del Center for Humanitarian Dialogue (HD), una organización de diplomacia privada cuya misión es ayudar a mitigar la violencia armada a través del diálogo y la mediación.

## Cargos ocupados anteriormente en la ONU
1. . Representante Especial del Secretario General para Timor Oriental y Jefa de la Misión Integrada de las Naciones Unidas en Timor-Leste (UNMIT).
2. . Representante Especial Adjunta del Secretario General y Coordinadora Residente de las Naciones Unidas y Coordinadora de Asuntos Humanitarios para Sudán
3. . Representante Especial Adjunta del Secretario General y Coordinadora Residente y Coordinadora Humanitaria de las Naciones Unidas para Afganistán.
4. . Administradora auxiliar adjunta y directora adjunta, Oficina de Prevención de Crisis y Recuperación, en la Sede del Programa de las Naciones Unidas para el Desarrollo (PNUD) en Nueva York.

Haq tiene 37 años de servicio de carrera en las Naciones Unidas (19 sobre el terreno y 18 en la sede) y Estados Unidos la considera una negociadora experimentada y hábil, así como una constructora de consenso.

## Educación
Haq completó la licenciatura en Artes de Western College en Oxford, Ohio y luego se formó en organización y planificación comunitaria y en administración de empresas de Western College for Women, Universidad de Columbia y Universidad de Nueva York.